# Deneuille-les-Mines
Deneuille-les-Mines è un comune francese di 344 abitanti situato nel dipartimento dell'Allier della regione dell'Alvernia-Rodano-Alpi.

## Società

### Evoluzione demografica
Abitanti censiti